# Motorsport Australia
Motorsport Australia, anteriormente Confederación Australiana de Deportes de Motor (CAMS), es el organismo rector y sancionador reconocido a nivel nacional para los deportes de motor de cuatro ruedas en Australia. Está afiliado a la Fédération Internationale de l'Automobile (FIA).

## Responsabilidades
Motorsport Australia ha sido el custodio del deporte del motor en Australia desde 1953. Es la Autoridad Deportiva Nacional (ASN) para los deportes de motor en Australia, reconocida por Sport Australia, y la FIA le delega esta responsabilidad. Motorsport Australia se afilió a la FIA por derecho propio en 1958 antes de que se le concediera la membresía de pleno derecho en octubre de ese año a modo de prueba.
En 1960, se confirmó como permanente la membresía de Motorsport Australia en la FIA como ASN.
La FIA tiene como objetivo garantizar que el deporte del motor se lleve a cabo de acuerdo con los más altos estándares de seguridad, equidad y responsabilidad social y Motorsport Australia, junto con más de 120 ADN en más de 100 países, está comprometido a llevar a cabo la misión de la FIA.

## Historia
Motorsport Australia ha sido el custodio del deporte de motor en Australia desde su fundación en 1953.  La organización es la autoridad deportiva nacional delegada en Australia por la FIA, el organismo rector del deporte de motor mundial y la federación de las principales organizaciones automovilísticas del mundo; una responsabilidad que Motorsport Australia ha tenido desde 1958.
Motorsport Australia también está reconocido por Sport Australia como la única organización deportiva nacional de deportes de motor de cuatro ruedas en Australia.
En enero de 2020, Motorsport Australia tenía aproximadamente 95.000 miembros, en más de 600 clubes de automóviles. Licencia a más de 27.500 competidores y más de 10.500 funcionarios acreditados. Motorsport Australia sanciona más de 3000 eventos por año desde el nivel de clubes hasta el nivel internacional. 
El 1 de enero de 2020, Motorsport Australia se adaptó formalmente como el nombre comercial de lo que anteriormente era CAMS. 